# Massimiliano
Massimiliano ist ein männlicher Vorname, die italienische Form von Maximilian.

## Namensträger
- Massimiliano Alajmo (* 1974), italienischer Koch
- Massimiliano Biaggi (* 1971), italienischer Motorradrennfahrer
- Massimiliano Blardone (* 1979), italienischer Skirennläufer
- Massimiliano Duran (* 1963), ehemaliger italienischer Profiboxer
- Massimiliano Frani (1967–2023), italienischer Pianist, Komponist und Musikpädagoge
- Massimiliano Fuksas (* 1944), italienischer Architekt, Designer, Humanist, Dichter und Maler
- Massimiliano Gatto (* 1995), italienischer Fußballspieler
- Massimiliano Gentili (* 1971), italienischer Radrennfahrer
- Massimiliano Gioni (* 1973), italienischer Kurator und Kunstkritiker
- Massimiliano Irrati (* 1979), italienischer Fußballschiedsrichter
- Massimiliano Lelli (* 1967), italienischer Radrennfahrer
- Massimiliano Maisto (* 1980), italienischer Radrennfahrer

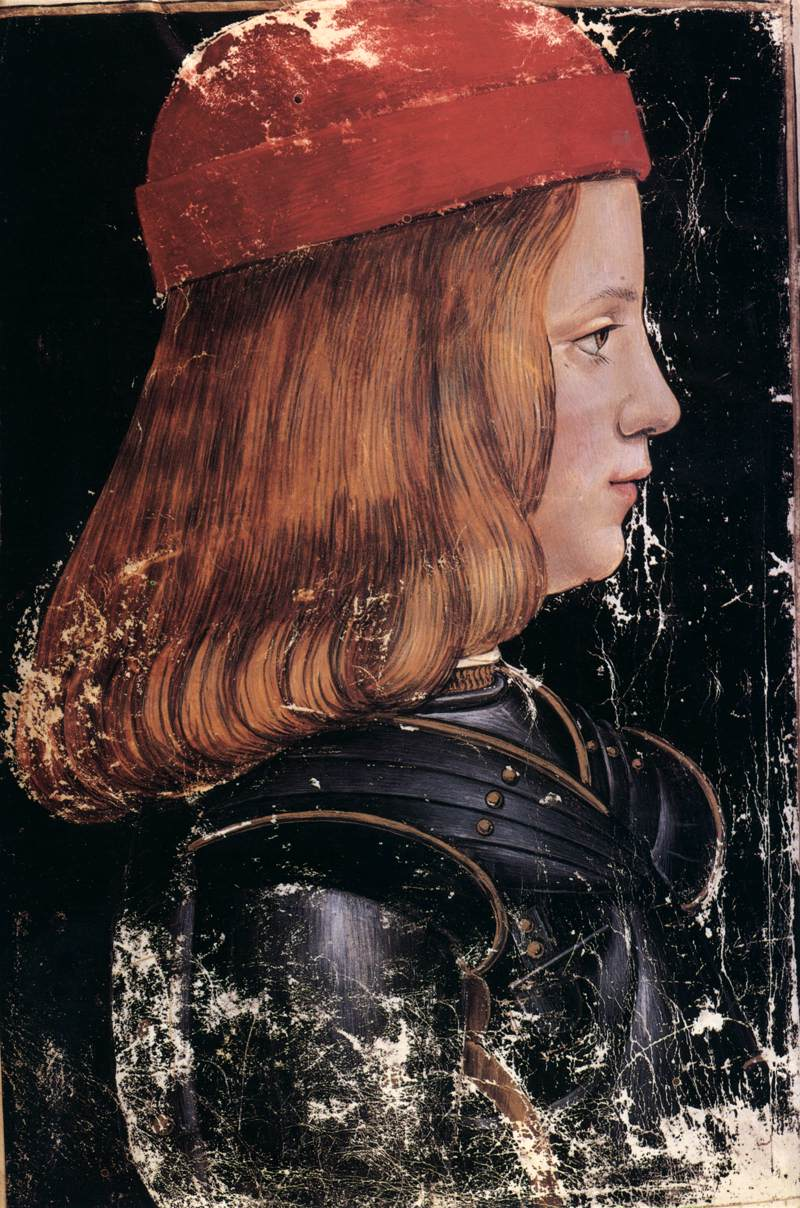
Massimiliano Sforza

- Massimiliano Martella (* 1977), ehemaliger italienischer Straßenradrennfahrer
- Massimiliano Mori (* 1974), italienischer Radrennfahrer
- Massimiliano Neri (1623–1673), italienischer Organist und Komponist
- Massimiliano Papis (* 1969), italienischer Automobilrennfahrer
- Massimiliano Pescatori (* 1971), italienischer Pokerspieler, siehe Max Pescatori
- Massimiliano Pironti (* 1981), italienischer Schauspieler, Sänger, Tänzer und Maler
- Massimiliano Rosolino (* 1978), italienischer Schwimmer
- Massimiliano Sapienza (Massimo; * 1975), italienischer Noisemusiker
- Massimiliano Sforza (1493–1530), Herzog von Mailand
- Massimiliano Soldani (1656–1740), italienischer Bildhauer
- Massimiliano Valcareggi (1995), griechischer Skirennläufer
- Massimiliano Vieri (* 1978), australisch-italienischer Fußballspieler